# Literatura da Dinamarca

O escritor Hans Christian Andersen, em 1869

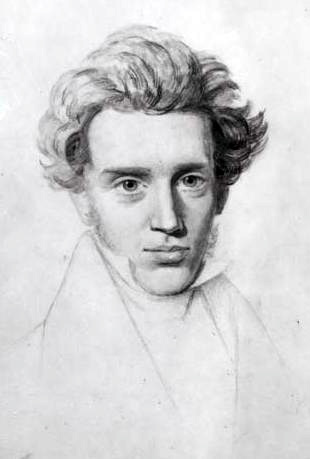
O filósofo Søren Kierkegaard

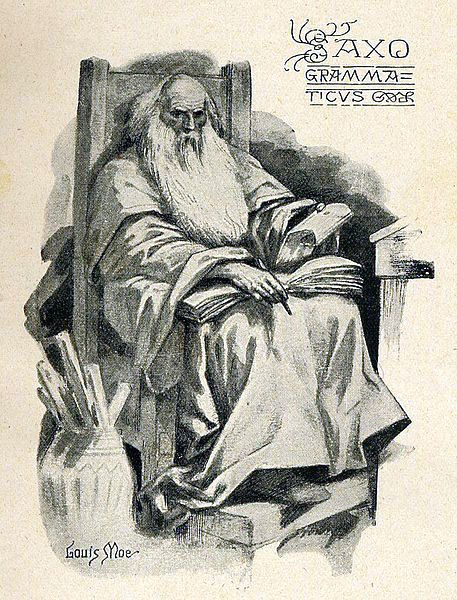
O historiador medieval Saxo Grammaticus

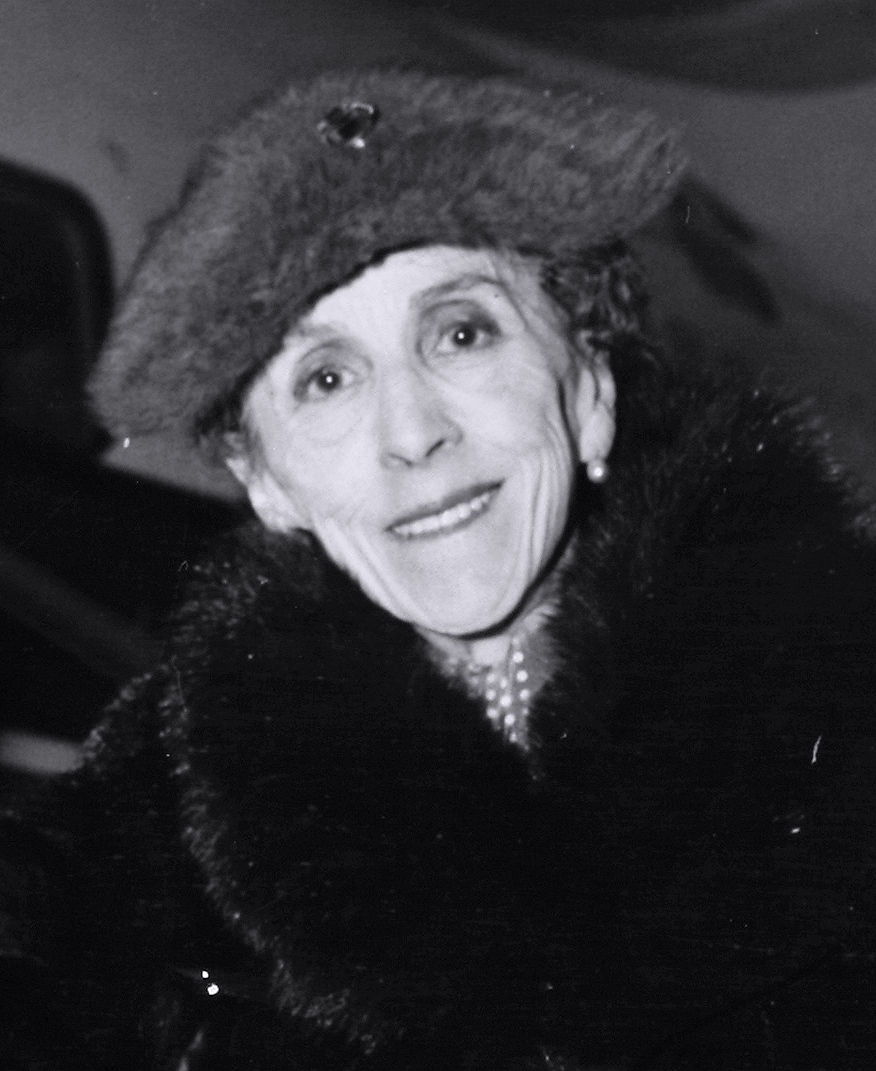
A escritora Karen Blixen

A Literatura dinamarquesa é a literatura escrita na Dinamarca ou por dinamarqueses.
O dinamarquês é o idioma oficial da Dinamarca, ocorrendo ainda na região alemã de Schleswig e nas possessões dinamarquesas da Groenlândia e Ilhas Feroé. É uma língua nórdica derivada do nórdico antigo e aparentada com o norueguês e o sueco.

Os textos mais antigos estão gravados em pedras rúnicas (do século VIII ao XII). Na Idade Média os documentos eram predominantemente escritos em latim (do século XII ao XV). Com a Reforma protestante a língua dinamarquesa entrou em cena, como idioma do reino da Dinamarca (no século XVI). Finalmente, no século XVII, a literatura dinamarquesa desenvolveu plenamente a sua potencialidade. Entre muitos outros escritores, podem ser apontados Saxão Gramático, Ludvig Holberg, Søren Kierkegaard, Hans Christian Andersen e Karen Blixen.

## Alguns escritores dinamarqueses
- Aksel Sandemose
- Bernhard Severin Ingemann
- Dorrit Williumsen (1940-)
- Edvard Brandes
- Elsa Gress (1918-1988)
- Elsebeth Egholm
- Emil Aarestrup
- Georg Brandes
- Hans Christian Andersen
- Henrik Pontoppidan
- Henrik Stangerup (1937-1998)
- Herman Bang
- Inger Christensen
- Jens Peter Jacobsen
- Jens August Schade
- Jeppe Aakjær
- Jette Drewsen (1943-)
- Johannes Vilhelm Jensen
- Jørn Riel
- Karen Blixen
- Karl Gjellerup
- Kim Leine
- Kirsten Thorup (1942-)
- Klaus Rifbjerg
- Ludvig Holberg
- Martin Andersen Nexø (1869-1954)
- Morten Brask
- Nikolai Frederik Severin Grundtvig
- Per Hojholt (1928-)
- Peter Hoeg (1957-)
- Peter Hultberg (1955-)
- Pia Tafdrup
- Saxão Gramático
- Svend Aage Madsen (1939)
- Søren Kierkegaard
- Vilhelm Topsøe

## Proposta de Cânone Literário
Uma proposta de Cânone Literário Dinamarquês foi apresentada em 2006 pelo Ministério da Cultura da Dinamarca. A sua receção foi polémica e controversial. Como sugestão para iniciação na herança literária dinamarquesa, eram listadas as seguintes obras:
- Leonora Christina (1621-98): Jammers Minde, 1869
- Steen Steensen Blicher (1782-1848): Præsten i Vejlbye, 1829.
- Hans Christian Andersen (1805-75): Den lille Havfrue fra Eventyr fortalte for Børn, 1837.
- Søren Kierkegaard (1813-55): Enten - Eller, 1843.
- Jens Peter Jacobsen (1847-85): Fru Marie Grubbe, 1876.
- Herman Bang (1857-1912): Ved Vejen, 1886.
- Henrik Pontoppidan (1857-1943): Lykke-Per, 1898-1904.
- Johannes V. Jensen (1873-1950): Kongens Fald, 1900-01.
- Karen Blixen (1885-1962): Vinter-Eventyr, 1942.
- Klaus Rifbjerg (1931-2015): Og andre historier, 1964.
- Inger Christensen (1935-2009): Sommerfugledalen, 1991.

## Breve história da literatura dinamarquesa

### Pré-história

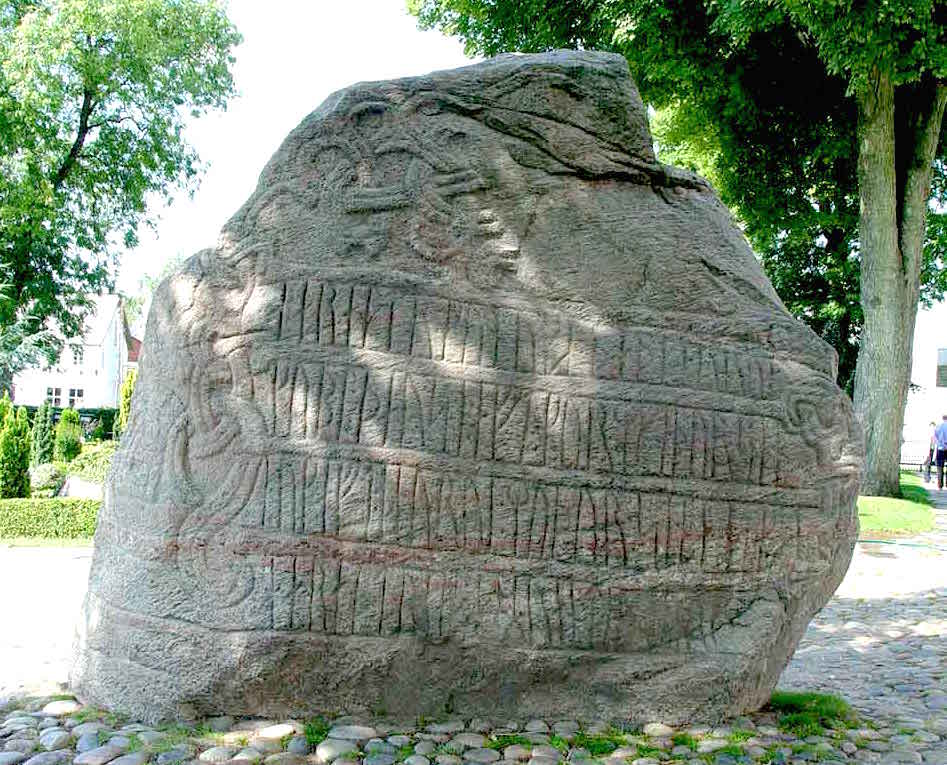
Inscrições na pedra grande de Jelling

Os textos mais antigos são encontrados em pedras rúnicas, da Idade do Ferro e da Era Viquingue. A língua usada é o nórdico antigo, o idioma antepassado do dinamarquês.
As duas Pedras de Jelling contêm frases e imagens gravadas no século X.